# Kimura (månkrater)
För andra betydelser, se Kimura.
Kimura är en nedslagskrater på månen. Kimura har fått sitt namn efter den japanske astronomen Hisashi Kimura.
Kratern har en diameter på ungefär 27 km.